# Екдіонурус єдиний
Екдіонурус єдиний (Ecdyonurus solus) — вид комах з родини Heptageniidae. Може використовуватися як індикатора якості водного середовища.

## Морфологічні ознаки
Личинка жовто-коричнева, довжина без церок до 14 мм. Тіло імаго жовтуватокоричневе, завдовжки до 13 мм, тергіти черевця з чорнувато-коричневими смугами. Від близьких видів роду відрізняється забарвленням тіла, будовою пронотума та зябер у личинки та структурою пеніса імаго. 

## Поширення
Зустрічається тільки в Криму: передгірські ділянки р. Чорна та Альма. За межами Криму невідомий. Ендемік.

## Особливості біології
Біотопи/яруси перебування. Передгірні ділянки рік (рітраль) зі швидкістю течії до 1 м/с та переважно кам’янистим річищем. Личинки трапляються на зворотному боці каміння. Імаго та субімаго — на прибережній рослинності. Характер живлення. Личинки — фіто-детритофаги, зіскоблювачі. Живляться діатомовими водоростями та детритом. Біологія розмноження. Унівольтинний вид. Літ імаго у травні–червні. Зимує на фазі личинки.

## Загрози та охорона
Чисельність зменшується в умовах антропогенного пресу (забруднення рік, гідротехнічне будівництво). 
Знайдений на території Кримського ПЗ та ландшафтного заказника загальнодержавного значення «Байдарський». Для збереження популяцій необхідна охорона річкових ділянок від забруднення, спрямлення русла, зміни гідрологічного режиму. Необхідним є дотримання нормативів Водного кодексу України.